# Институт Гэллапа
Институ́т Гэ́ллапа (англ. American Institute of Public Opinion) — американский институт общественного мнения, основанный профессором-социологом Джорджем Гэллапом.
Создан в 1935 году, проводит регулярные опросы населения по проблемам внутренней и внешней политики, пользуется международным авторитетом как один из наиболее надёжных источников информации о состоянии общественного мнения в США. В 1988 году, после смерти Джорджа Гэллапа, Институт Гэллапа купила основанная в 1969 году Дональдом Клифтоном компания «Selection Research», специализирующаяся на психологических исследованиях.
Многие десятилетия в разных странах продолжаются конфликты вокруг принадлежности марки «Gallup». В 30-х гг. XX века Джордж Гэллап основал как Институт, так и службу социологических опросов «Gallup Organization». В 1947 году Гэллап также организовал международную ассоциацию компаний, специализирующихся в области исследования товарных рынков, назвав её «Gallup International». После смерти Джорджа Гэллапа в 1984 году начались попытки его сына Алека Гэллапа оспорить право использовать в названиях слово «Gallup» более чем у 50 членов этой ассоциации.
В России бренд «Gallup» стал известен благодаря финской «Gallup MDC OY», которой в 1985 году Алек Гэллап разрешил использовать слово «Gallup» в названии организации. В 1991 году «Gallup MDC OY» зарегистрировала этот товарный знак и в России — по классу проведения маркетинговых исследований, а также по канцелярским принадлежностям. Позже «Gallup MDC OY» в России были открыты несколько компаний, специализировавшихся в области маркетинговых исследований, в том числе «Gallup Media», ныне[когда?] являющаяся лидером в исследовании рейтингов телевидения и печатной прессы, а также «Gallup AdFact», специализирующаяся на оценке затрат на рекламу. В 2002 году вторая по величине американская исследовательская компания купила международный бизнес «Gallup MDC OY», и компании, в том числе и в России, стали называться «TNS Gallup».
16 октября 2006 года Федеральный арбитражный суд Московского округа отказал в удовлетворении кассационной жалобы финской «TNS Gallup Oy», подтвердив право «Gallup Organization» на товарный знак «Институт Гэллапа» на территории России.